# 台灣正名運動
台灣正名運動是由台灣的泛綠陣營及部分海外臺灣人所倡議的社會運動，為台灣本土化運動的一部分，有時也被認為是台灣獨立運動的一環。
有關台灣正名運動的組織性活動始於2002年5月11日啟動的「511臺灣正名運動」，領導者為前中國國民黨籍中華民國總統李登輝，活動組織方亦以「我們的母親是台灣」融入運動，由前總統李登輝擔任總召集人，台北市約有3萬5千人參與遊行活動。而2002年亦被參與者視為這個運動的啟蒙年。民主進步黨於2000年首度執政後，將多數運動的內涵加以實踐，並於2006-2008年間到達高峰。泛綠「正名運動」的重點在區別臺澎金馬地區（尤其臺灣）與中國大陸的關係。
由於正名運動的目標為去除所有表示本國代表「中國」的名稱，因此多數內涵與中國國民黨的政綱及認同本質有落差，引發泛藍團體人士與中華民國體制支持者的強烈反對，認為是斬斷臺灣和「中華民國」與「中國」的關係，是「去中國化」的行為。台灣正名運動除了去蔣化之外，亦包括更改駐外機構名稱與在居住國之身分。

## 名稱
「正名」即為「不正確的名稱改正」，不過「正確名稱」是一主觀字眼。泛綠人士認為由於世界普遍認為中国共产党领导的中華人民共和國為「中國」之唯一合法代表，且以「臺灣」代稱1971年前被視為中國的中華民國，故今日中華民國之政府機關或國營企業，不應出現「中國」之字眼，當以「臺灣」或相關名稱代之。
泛藍人士普遍反對上述觀點，認為中華人民共和國無法代表“包含臺灣的‘全中国’”，中华民国方可代表中国，且他们相信《中华民国宪法》规范的国家主权所达范围仍包含大陆地区，故中国不可算是错误名称。
部分台灣獨立人士主張，所謂「大陸」、「內地」等對於中國的稱呼具有爭議，因為這些詞彙皆是中華民國政府遷台後因為其原於中土而以大陸稱之。現今中華民國政府均使用「中國大陸」四字一詞。

## 正名事项
- 1971年12月中雷震決定撰寫〈救亡圖存獻議〉，提出政治十大建議，希望政府速謀政治、軍事改革，以民主化方式應付危局，並要求將國號改為「中華台灣民主國」（Chinese Republic of Taiwan），他認為成立中華台灣民主國才是唯一出路。[2]次年1月10日呈送〈救亡圖存獻議〉至總統府、行政院，未獲回應[3]。

- 1997年，中華民國中央政府統一編寫新系列國民中學教科書「認識台灣」，被視為此運動先驅。

- 2000年4月，外交部出版品「Free China Review」(自由中國評論)的英文名稱改為「Taipei Review」(臺北評論)[4]，後又於2003年3月更名為「Taiwan Review」(臺灣評論)[5]。

- 2003年起，中华民国政府于原只註國號英文「Republic of China」的护照上加註臺灣「Taiwan」，讓中華民國國民能向各國邊境管制單位清楚表示自己來自台灣而非中國大陸，避免相關問題。此措施成效甚好，獲得該國國民認同，但受到部分中國民族主義者反感。[6][7]同年亦清楚在國家編寫的教科書中表記中華民國首都位在臺北市。

- 2004年12月，中華衛星計畫改名為福爾摩沙衛星計畫，原有的中華衛星一號(ROCSAT-1)、中華衛星二號(ROCSAT-2)與當時計畫中的中華衛星三號皆一併改為福爾摩沙衛星[8]。

- 2004年，中華民國政府印製的「中華民國全圖」地圖中，不再把未實際統治之大陸地區繪入。2005年，中華民國國防部應立法院要求，將軍中電話總機名由江蘇一號、湖南總機等包含中國大陸地名的名稱改成數字[9]。同年7月30日，中華民國總統府及其網站上的名稱變更為「中華民國（台灣）總統府」，之後其他政府部門及駐外大使館也紛紛仿照，後於2008年取消中文（台灣）加註，僅保留英文加註「(Taiwan)」。8月31日，《中華中藥典》更名為《台灣傳統藥典》。

- 2006年1月，行政院新聞局出版的《光華雜誌》（Sinorama）改名《台灣光華雜誌》（Taiwan Panorama）[10]。

- 2007年1月，政府將歷史教科書中「本國史」的中國史和台灣史分開，並把代表廣義中國或大陸地區的「我國」、「本國」、「大陸」等詞彙改稱「中國」。2月中，中國石油股份有限公司更名為「台灣中油股份有限公司」，中國造船股份有限公司更名為台灣國際造船股份有限公司。中華郵政雖也更名為「台灣郵政」，但相關法律修訂無法獲立法院通過，無法源依據，2008年再改回原稱。2月底，「台灣郵政」開始在郵票上以「臺灣」取代「中華民國郵票」標記，同樣於2008年改回。

- 2015年台灣獨立運動支持者推出一款可以將中華民國護照封面的中華民國中英文國名及國徽取代為「台灣國」字樣與圖騰的貼紙，即台灣國護照貼紙。

- 2016年7月17日，民主進步黨第17屆第1次全國黨員代表大會中，美西黨部主任委員楊琬柔臨時提案，強調中華民國護照改用Taiwan、中華航空等中華民國公營事業正名為「Taiwan Airlines」。兼任民主進步黨主席的中華民國總統蔡英文裁示交付中央執行委員會研議。[11][12][13]

- 2020年4月嚴重特殊傳染性肺炎疫情期間，華航向歐美運送一千万片口罩，却因为华航的英文名称是“China Airlines”，让其他国家误以为是來自中華人民共和國的口罩。於是華航改名呼聲又起，且有網站發起改名連署，獲得4萬人響應。對此行政院院長蘇貞昌表示，华航改名涉及航权及其他因素，無法立即改名，但政府會努力让国家的航空公司标志台湾。[14]

- 2020年4月14日，時代力量立委陳椒華詢問蘇貞昌，如中華職棒這類名稱是否應該推動正名，蘇貞昌表示「如何區別台灣與中國不同，有其必要」[15]；同天，中職秘書長馮勝賢則認為曾經合作過的棒球聯盟都能理解中職是台灣而非中國大陸的職業棒球聯盟，並表示改名一事茲事體大，需經由會長與常務理事提出後，獲得各隊球團的同意才能進行[16]。2020年4月15日，中職會長吳志揚表示中職是民間單位，改名一事不應受政府干涉，目前維持「中華職棒」這個名字並沒有問題[17]。而中職五隊球團於受訪時，都沒有對是否支持正名一事做出明確的答覆或表態[18]。於2021年1月，新任會長蔡其昌表示，對於聯盟「正名」，當然要讓大家知道這不是中國的比賽，是台灣的比賽，但不是現階段最快要解決的問題。[19]

- 2020年9月2日，中華民國外交部宣布提升護照的「台灣辨識度」，放大「TAIWAN」字樣並將「TAIWAN」及「PASSPORT」字樣緊鄰，而中華民國的英文「REPUBLIC OF CHINA」縮小環繞在國徽周圍，於2021年1月11日正式開放申請。[20][21]

- 2020年10月中，外交部網站上的「駐華使館」一欄改為了「駐台使館」[22][23]，同時，相關的法規內容也在進行更改，直至2023年5月31日，包含剛改名為〈外國媒體新聞記者申請駐臺要點〉的〈外國媒體新聞記者申請駐華要點〉在內，多數法規已經更名，中華民國僅餘3條法規使用駐華一詞[24]。

- 2022年1月4日，隨著《憲法訴訟法》正式實施，原大法官會議制度改制成立憲法法庭，其英文名稱被命名為Taiwan Constitutional Court，後又修正為Constitutional Court R.O.C.（Taiwan）。[25]

- 2023年1月1日，國家太空中心成為獨立機關的同時，將其英文名稱由National Space Organization(簡稱NSPO)改為Taiwan Space Agency(簡稱TASA)。[26]

- 2024年舉辦世界棒球12強賽期間，台灣選手潘傑楷，複賽對戰美國賽後記者會穿著印有「Taiwan」字樣的帽T出席，他身上穿的帽T並非印有CT字樣，而是印著「Taiwan」，並向外媒介紹「我是來自台灣的潘選手」[27]，隨後決賽對抗日本隊長陳傑憲在第5局開轟繞過三壘時，模仿隊友潘傑楷日前用雙手在胸前比劃「Taiwan」手勢，向全世界介紹「Team Taiwan」，令球迷動容[28]。

### 奧運代表隊正名
1960年以「福爾摩沙」、1964年、1968年則以「臺灣」名義參賽。隨後依據《洛桑協議》，中華民國現以「中華台北」的名義參與奧運及多數國際賽事，亦無法使用「臺灣」之名稱。
2018年2月，前田徑國手紀政領銜提出中華民國以「臺灣」名義參與國際運動賽事公投案，此公投案獲得多個臺灣本土社團的支持，並希望藉此公投案推動官方行動，達成中華民國改以「臺灣」名義參與2020年東京奧運的目標，不过最后被選民否決。有韓國媒體認為這次全國性公投被選民否決是國際奧林匹克委員會（IOC）警告與中華人民共和國政府的壓迫導致。惟本次賽事日本NHK在東奧開幕式及官方網站係用「台灣隊」此稱呼。另外，除在2018年韓國主辦的平昌冬季奧運，韓國公營廣播電視台（KBS）、文化廣播公司（MBC）、SBS轉播東奧開幕式時，主播亦直接以「台灣」稱呼中華隊。而芬蘭廣播公司YLE與法國體育媒體「團隊報」（L'Equipe）近日更新獎牌數成績時，也沒有使用台灣在國際賽事參賽時的「中華台北」（Chinese Taipei）稱呼。在獎牌排行榜中，也直接以台灣稱呼代表隊，且放上國旗。《紐約時報》也同樣在奧運頁面列出「Taiwan」代替「Chinese Taipei」。除此之外，本次奧運郭婞淳奪金後，印度媒體《News On Air》 以「東奧：郭婞淳奪得女子59公斤級舉重冠軍，中國再添金牌（Tokyo Olympics: China adds another gold in its medal tally as KUO Hsing-Chun wins women's weightlifting title in 59 kg category）」為標題報導此消息，內文也稱郭婞淳是為中國在獎牌榜上增添一面金牌，引發爭議。外交部也已責成駐處向主辦單位反映過度執法的情況。。
2024年巴黎奧運開幕典禮，台灣隊搭乘第74艘船，以字母T排序進場接在和塔吉克之後，與坦尚尼亞、查德共搭一條船。面對國際觀眾較陌生的「中華台北」，法國電視二台（France 2）電視直播時，主持人特別強調，「中華台北，就是我們所熟知的台灣」。2024年8月2日，台灣羽球男雙組合李洋與王齊麟在羽球男雙四強戰時，一名球迷手持「Taiwan」加油毛巾遭到現場保全強行拿走，這是「麟洋配」上屆東京奧運摘金後的慶祝商品。美國有線電視新聞網（CNN）同日報導稱，該事件引發台灣當局的不滿，並再次引發對台灣無法以正式國名參加奧運的關注。奧運賽場上，儘管部分台灣觀眾仍舉中華台北的旗幟，但更多人在戴資穎等選手登場時，齊聲高喊「台灣！」表達支持。台灣外交部對此表示，強烈譴責中國大陆男子暴力行徑毫無教養，也責成駐法代表處，向主辦單位反映工作人員過度執法。本次奧運期間舉辦文化奧運活動，台灣邀請變裝皇后妮妃雅登上巴黎文化奧運台灣館，妮妃雅用英文和台下觀眾互動，並大聲說道：「我就說清楚，我知道這是叫『中華台北』，但在我的世界，它就叫『台灣』」。

### 中研院英文正名
2020年3月立委范雲提出中央研究院外文名稱「Academia Sinica」是拉丁文；academia是「學院」，Sinica是形容詞「中國的」，若在英文版的google上查詢，意思會變成「中國科學院」。希望中研院能開啟民主討論改名。
2021年10月中研院秘書處處長曾國祥透露，改名會以民主程序、客觀中立立場進行；中研院院長廖俊智坦言，沒太多人注意中研院外文名，將研究做好最重要。中研院表示目前有四個選項包含：維持現行外文名稱；現行外文名稱加註Taiwan；中研院直譯為Central Research Academy （CRA）；中研院意譯Taiwan Academy of Sciences（TAS）或Academy of Sciences Taiwan（AST）。
中研院自由學社強調，「Academia Sinica」的英文名稱對1920年代的中央研究院或許合適，但和現今的中研院已不相容，且若不改名，中研院和中國科學院都在爭奪「Academia Sinica」的外文名稱除了沒有意義，若國際將中研院和中國學術機構混淆，對台灣和中研院來說完全沒有好處，並只會有負面影響。
2024年3月，中研院秘書處長曾國祥表示，此一提案已經擱置。

## 海外正名

### 亞洲
- 2012年7月9日，日本政府廢除外國人登錄證，實施對旅居日本外籍人士的管理新制，旅日臺灣人的居留卡「國籍」欄改為「國籍·地域」後才能正名記載為「臺灣」，而非「中國」。[47]日本「李登輝之友會」事務局長柚原正敬表示，這是長年以來日本友台人士與台僑不斷為「台灣正名」運動打拚，而引起日本國會議員重視並修法的結果，日本政府把「台灣是台灣，中國是中國」弄清楚，對在日台灣人的權益非常重要。他說，2003年台灣在護照上加註「TAIWAN」字眼，是日本將台灣人的國籍正名為「台灣」的最大原動力。[48][49][50]

- 2013年，日本法務省入國管理局的入出國管理手冊國籍、地域別入國人數統計，將臺灣與中國分開計算。

- 2013年3月中，日本法務省公布至2012年12月底為止，在日台灣人共有2萬2779人，佔外國在日本總人數的1.1％，這是日本官方首次將臺灣人與中國人分別統計、獨立與各國人士並列。[51][52]

- 2013年4月10日，中華民國與日本於臺北賓館簽署《臺日漁業協議》，就兩國重疊專屬經濟海域的漁業作業安排達成共識，共享漁業資源。[53]

- 2025年2月，日本法務省於5月起承認可在戶籍的國籍欄標示地區名，台灣人實質可在戶籍的國籍欄登記「台灣」二字[54]。隨後於5月26日正式實施[55]。

### 美洲
- 2012年7月，美國國土安全部表示，今後入境美國的台灣旅客所持有之I-94入境卡（一般民眾下機前填寫的表格）及美國的「全球自動通關計畫」上的國籍稱謂均註明為「台灣」。眾議院外委會原主席柏曼指出：「美國政府長久以來的政策，一直將台灣稱為台灣。美國國務院、國防部，及其他聯邦機構皆沿用此稱謂原則。」「強迫台灣國民在入境美國之文件上將其國籍列為『台灣』以外的稱謂，都是有辱尊嚴的。今天我們一起改正了這項錯誤。」[56]

- 2017年10月26日，美國土安全部稱台灣人持台灣護照申請加入美國籍，原國籍僅會被標註為「Taiwan」。[57]

- 2020年，美國人口普查期間，台美公民協會(TACL)呼籲台裔美國人在族裔項目勾選「其他亞裔」並寫下「台灣人」，取代以往勾選「中國人」選項。每10年一度的美國人口普查，涉及不同群體可以分配到的資金。公家與民間機構會利用這項資料，在醫療保健、教育、住房等方面針對特定族群提供特別服務[58]。

- 2021年7月，美國聯邦眾議院通過國務院撥款法案「2022財政年度國務院、對外行動和相關計畫撥款法案」，其中納入多位友台議員提出的修正案，禁止美國行政部門花錢製作、採購或展示任何將台灣畫成中國一部分的地圖[59]。2023年通過的《2024年度美國國防授權法》更將範圍擴大至國防部。

- 2025年3月，佛羅里達州共和黨籍聯邦眾議員唐納茲（Byron Donalds）草擬「美國支持台灣法案」（America Supports Taiwan Act），希望在官方溝通與文件等聯絡中取消所有「中華台北」（Chinese Taipei）稱呼，改用「台灣」[60]。

- 2025年5月，美國聯邦眾議院「美國與中國共產黨戰略競爭特別委員會」主席穆勒納爾（John Moolenaar）及參議員布萊克本（Marsha Blackburn）致函希爾頓飯店、萬豪酒店及凱悅飯店，嚴重關切其網站及文宣使用「中國台灣」一詞。他們表示使用「中國台灣」一詞暗示台灣是中國的一部分，這與美國政府的立場形成鮮明對比，不利台灣[61]。

### 非洲
- 2020年8月，全球第一個以「臺灣」名義設立的代表機構「台灣駐索馬利蘭共和國代表處」（英語：Taiwan Representative Office in the Republic of Somaliland）[62]。

### 歐洲
- 2020年蕭新煌接到荷蘭學術出版社博睿（Brill）出版總監尤里（Uri Tadmor）的邀請，希望出版關於台灣的百科全書，由於書名不再是「Republic of China」，而是「Taiwan」，有為台灣學術研究正名的意義，他並號召國內外約四百位學者無償供稿，告訴世界專屬於台灣的故事[63]。預計2022年底至少有三百則條目的網路版，2023年底將完成六百則條目後出版實體書籍四大冊台灣研究百科全書。

- 2021年9月，歐洲議會外交委員會1日通過「歐盟與台灣政治關係與合作報告」暨相關修正提案，建議將「歐洲經貿辦事處」名稱，更名為「歐盟駐台灣辦事處」[64]。

- 2021年11月，歐洲第一個以「臺灣」名義設立的代表機構「駐立陶宛台灣代表處」（英語：Taiwanese Representative Office in Lithuania）[65]。

## 問題

### 民間阻力
陳水扁政府期間曾積極進行正名相關工作，但僅有少數成功案例，如台灣造船
- 民進黨政府曾要求民營企業如中國鋼鐵公司等等應當予以改名；但企業內部則認為這類行動往往因為企業名稱沿用已久，並且在國際上已經具有一定規模，全面更名不但可能影響商譽，更名所耗費的成本亦被企業內部視為難以負擔。
- 中華郵政的正名遭到工會的大規模抵制
- 民進黨政府曾要求中國醫藥大學、中國文化大學、中華大學等9所大學制定正名計畫，但遭到學校的反對而沒有成功。[66]

### 取消東亞青年運動會
- 2014年10月24日，在北京举办的第32届东亚运动会理事会上，代表中華臺北的台中市获得第一届东亚青年运动会的举办权[67]，訂於2019年8月24日至31日在台中市举行。2018年7月24日，东亚奥协理事会在北京召開臨時理事會，經過一番討論後，会议认为台湾民間正推動的“东京奥会正名公投”活动会让东亚青年运动会面临“政治风险”以及“政治干扰”[68][69]，最後以舉手表決方式决定是否取消台中市主办权；最终以贊成取消7票（包括中國奥委会、中國香港奥委会、中國澳門奥委会、蒙古奥委会、朝鲜奥委会、韩国奥委会與理事會主席劉鵬）、反對取消1票（中華台北奥委会）、棄權1票（日本奥委会）通过决议，直接停辦第一屆東亞青年運動會。[70][71][72]

## 外部連結
- 芝加哥論壇報分析台灣國營企業正名問題 （页面存档备份，存于）
- 進擊的台灣隊-Team Taiwan的Facebook專頁